# 評価勘定
評価勘定（ひょうかかんじょう）とは、特定の資産の控除（マイナス）として貸方に計上される勘定をいう。金銭債権に対する貸倒引当金、有形固定資産に対する減価償却累計額などがある。
複式簿記において、資産を減額するときは当該資産の勘定を貸方に記入する。ただし、なんらかの理由で減額前の金額を明示する必要がある場合は、当該資産を直接減額するのではなく評価勘定の貸方に記入する。
たとえば、100円の売掛金について、1円の貸倒れを見積もるとする。このとき、実質的な売掛金の額は99円と考えることができる。したがって、本来ならば売掛金を1円減額して貸借対照表に「売掛金99円」として計上すればよいのであるが、「売掛金100円と貸倒引当金1円」を合わせて正味99円の資産として計上することもできる。前者はネット（純額）による表示であり、後者はグロス（総額）による表示であるが、もちろん後者のほうがより詳細なデータを提示することができる。
このように、評価勘定は特定の資産勘定と一対一で結びつけられたものであり、評価勘定が単独で計上されることはない。